# Намудай Сечен-хан
Намудай Сечен-хан (д/н—1607) — 3-й володар туметського ханства монголів в 1586—1607 роках.

## життєпис
Походив здинастії Чингізідів. Онук Алтин-хана і син Сенґе Дуурен-хана. Про дату народження відсутні відомості. Отримав спочатку ім'я Курюке (за іншою транскрипцією Челіке). Після смерті діда у 1582 році почалося протистояння батька, що зайняв трон і третьої дружини Алтин-хана — Дзьонґен. Остання перебрала на себе основні державні важелі, але під тиском нойонів вимушена була погодитися на оголошення Курюке спадкоємцем трону, який оженився на Бая Бейідзі, правительці правого крила Туметського ханства. Він успадкував владу після смерті батька 1586 року, взявши ім'я Намудай Сечен-хан.
Втім Дзьонґен знову спробувала захопити владу, передавши її синові Будаширі, але невдало. Проте й далі контролювала печатку хана. Тоді вирішено було влаштувати шлюб Дзьонґен з Намудай Сечен-ханом. Вона змусила останнього відмовитися від своїх дружин й фактично стала керувати Туметським ханством. після розлучення Баю Бейідзі було видано за Будаширі. 
В своєму правлінні Дзьонґен спиралася на онука Сонама, який став фактичним правителем ордоського тумена, заклавши основу розпаду ханства. До кінця правління Намудай Сечен-хана перетворилася на конгломерат напівнезалежних племен.
У 1606 році Намудай Сечен-хан тяжко захворів. Дзьонґен знову намагалася передати владу синові або онуку, втім більшість нойонів її не підтримала, вважаючи це незаконним. 1607 році після смерті Намудай Сечен-хан трон отримав його син Бошоґту-хунтайджі.